# 竜神橋町
竜神橋町（りゅうじんばしちょう）は、大阪府堺市堺区にある地名。2024年現在の行政地名は竜神橋町一丁から竜神橋町二丁。住居表示は実施済。

## 地理
堺区の中央部に位置する。南西は住吉橋町、北西は大浜北町、南東は大町西、北東は栄橋町に接する。東から西へ一丁・二丁がある。

### 河川
- 土居川
  - 竜神橋
  - 住吉橋

## 歴史

### 沿革
- 1959年（昭和34年）、竜神橋通1 - 2丁・住吉橋通1 - 2丁・大浜通1 - 4丁の各一部より成立[6]。
- 2006年（平成18年）、堺市が政令指定都市に移行し、行政区を設置。竜神橋町は堺区の所属となる。

## 世帯数と人口
2024年（令和6年）8月31日現在の世帯数と人口は以下の通りである。
| 丁           | 世帯数  | 人口  |
| ------------ | ------- | ----- |
| 竜神橋町一丁 | 266世帯 | 369人 |
| 竜神橋町二丁 | 261世帯 | 341人 |
| 計           | 527世帯 | 710人 |

### 人口の変遷
国勢調査による人口の推移。
| 1995年（平成7年）  | 243人 | [ 7 ]  |  |
| 2000年（平成12年） | 339人 | [ 8 ]  |  |
| 2005年（平成17年） | 423人 | [ 9 ]  |  |
| 2010年（平成22年） | 560人 | [ 10 ] |  |
| 2015年（平成27年） | 704人 | [ 11 ] |  |
| 2020年（令和2年）  | 731人 | [ 12 ] |  |

### 世帯数の変遷
国勢調査による世帯数の推移。
| 1995年（平成7年）  | 183世帯 | [ 7 ]  |  |
| 2000年（平成12年） | 278世帯 | [ 8 ]  |  |
| 2005年（平成17年） | 313世帯 | [ 9 ]  |  |
| 2010年（平成22年） | 399世帯 | [ 10 ] |  |
| 2015年（平成27年） | 533世帯 | [ 11 ] |  |
| 2020年（令和2年）  | 569世帯 | [ 12 ] |  |

## 学区
市立小・中学校に通う場合、学区は以下の通りとなる。
| 丁           | 番   | 小学校         | 中学校           |
| ------------ | ---- | -------------- | ---------------- |
| 竜神橋町一丁 | 全域 | 堺市立市小学校 | 堺市立月州中学校 |
| 竜神橋町二丁 | 全域 | 堺市立市小学校 | 堺市立月州中学校 |

## 事業所
2021年（令和3年）現在の経済センサス調査による事業所数と従業員数は以下の通りである。
| 丁           | 事業所数 | 従業員数 |
| ------------ | -------- | -------- |
| 竜神橋町一丁 | 31事業所 | 314人    |
| 竜神橋町二丁 | 22事業所 | 153人    |
| 計           | 53事業所 | 467人    |

## 交通

### バス
2024年現在
- 南海バス[15]：堺駅南口

### 道路
- フェニックス通り（国道26号・大阪府道2号大阪中央環状線）
- 海岸通り（国道26号）

## 施設
- ホテルサンプラザ大阪堺ANNEX
- コンフォートホテル堺
- 堺警察署 龍神交番
- 龍神堂

## 郵便
- 郵便番号：590-0972[3]（集配局：堺郵便局[16]）。

## ギャラリー

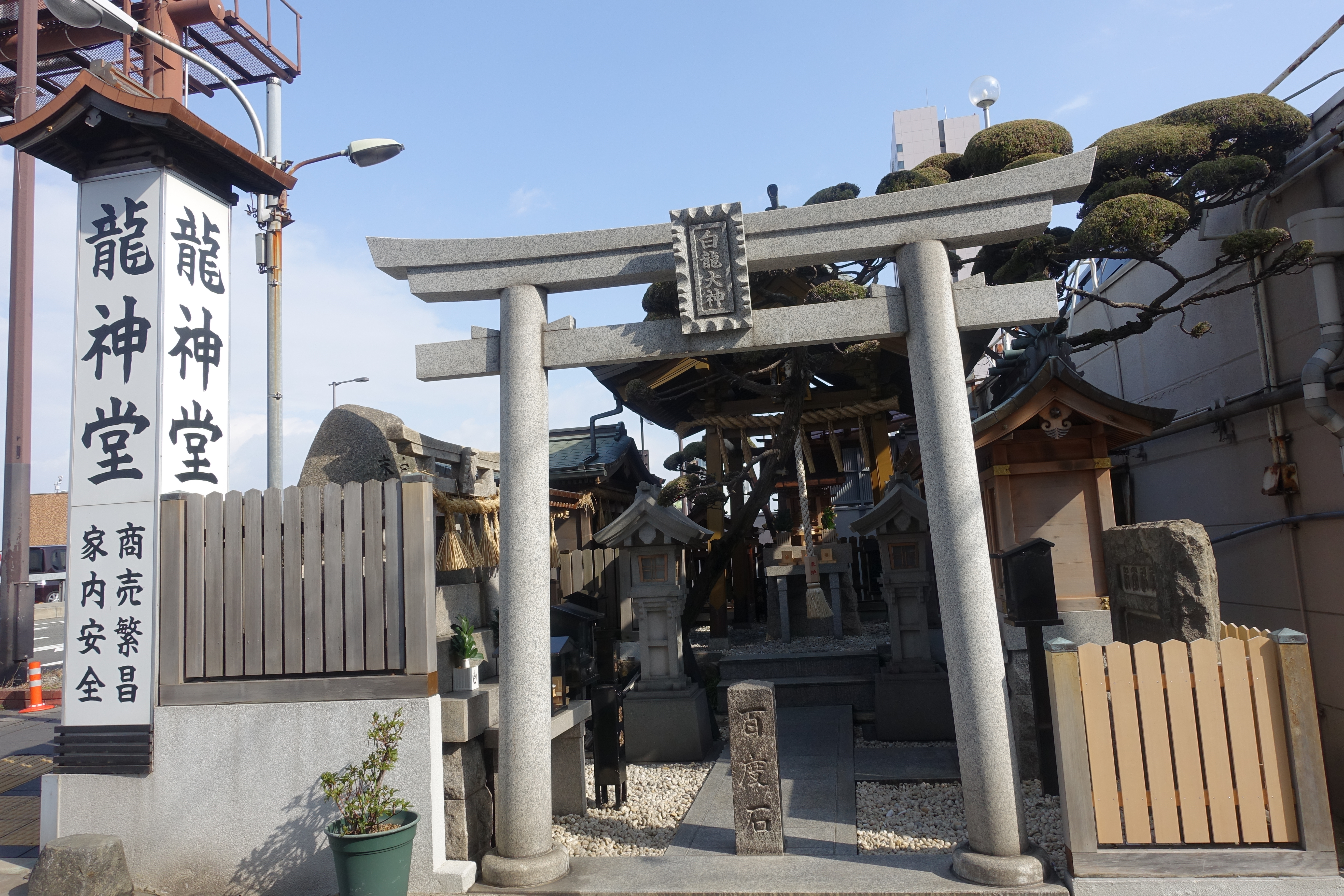
龍神堂